# Gerhard Weisenberger
Gerhard Weisenberger (Kleinostheim, Alemania Federal; 30 de enero de 1952-29 de abril de 2024) fue un luchador alemán.

## Carrera

### Juegos Olímpicos
Participó en dos ocasiones en los Juegos Olímpicos, la primera vez fue en Múnich 1972 en la categoría de peso pluma (62 kg) donde fue eliminado en la primera ronda por José Ramos Cardoso de Cuba.
Su segunda aparición se dio cuatro años después en Montreal 1976 pero en esa ocasión participó en la categoría de peso ligero (68 kg) donde volvió a ser eliminado en la primera ronda, en esa ocasión por Mohammad Reza Navaei de Irán.

### Campeonato Europeo
Ganaría la medalla de bronce en el Campeonato Europeo de Lucha de 1975 en la categoría libre de 68 kg.